# The Long Road (filme)
The Long Road é um filme mudo norte-americano em curta-metragem, do gênero dramático, dirigido por D. W. Griffith em 1911 e estrelado por Blanche Sweet.

## Elenco
- Blanche Sweet
- Grace Henderson
- Charles West
- Claire McDowell
- Edna Foster
- Kate Bruce
- Edwin August
- William J. Butler
- Donald Crisp